# Comuna Velîka Horojanka, Mîkolaiiv
Velîka Horojanka (în ucraineană Велика Горожанка) este o comună în raionul Mîkolaiiv, regiunea Liov, Ucraina, formată din satele Pidlissea, Trudove și Velîka Horojanka (reședința).

## Demografie
Componența lingvistică a comunei Velîka Horojanka
     Ucraineană (99,84%)
     Alte limbi (0,16%)
Conform recensământului din 2001, majoritatea populației comunei Velîka Horojanka era vorbitoare de ucraineană (99,84%), existând în minoritate și vorbitori de alte limbi.